# Wilhelm Steger
Wilhelm Steger (* 28. März 1902 in Marktbreit; † 20. August 1985 in Traunstein) war von 1960 bis 1972 Oberbürgermeister von Traunstein.
Der Rechtsanwalt wurde nach dem Tod von Josef Kössl am 27. März 1960 als Kandidat der Unabhängigen Wähler Traunstein mit 72,9 Prozent der Stimmen zum Oberbürgermeister der oberbayerischen Stadt Traunstein gewählt. Bei der Kommunalwahl am 13. März 1966 wurde er mit einem Stimmenanteil 54,1 Prozent in seinem Amt bestätigt.
Während seines zwölfjährigen Wirkens an der Spitze der Stadt wurden eine Reihe kommunaler Infrastrukturprojekte verwirklicht, wie der Umbau des Kreiskrankenhauses zu einem modernen Schwerpunktkrankenhaus, der Bau eines neuen Schwimmbades, der Bau von Turnhallen für das Annette-Kolb-Gymnasium und für die Knabenvolksschule an der Rosenheimer Straße, der Bau einer Krankenpflegeschule. An der Kotzingerstraße wurde die Erschließung eines Gewerbegebietes mit Gleisanschluss eingeleitet.

## Ehrungen
- 18. März 1982: Ehrenring der Stadt Traunstein